# Acanthiophilus lugubris
Acanthiophilus lugubris är en tvåvingeart som beskrevs av Erich Martin Hering 1939. Acanthiophilus lugubris ingår i släktet Acanthiophilus och familjen borrflugor. Inga underarter finns listade i Catalogue of Life.